# Wadsim Dsewjatouski

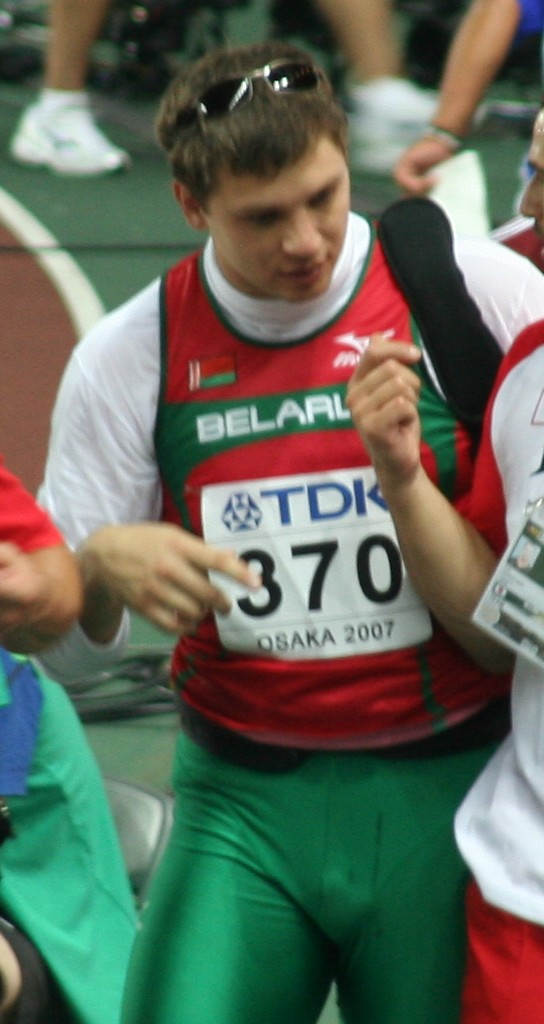
Wadsim Dsewjatouski (2007)

Wadsim Anatolewitsch Dsewjatouski (belarussisch Вадзім Анатолевіч Дзевятоўскі, engl. Transkription Vadzim Dzevyatowski, russisch Вадим Анатольевич Девятовский – Wadim Dewjatowski – Vadim Devyatovskiy; * 20. März 1977 in Nawapolazk) ist ein belarussischer Hammerwerfer.

## Karriere
Im August 1996 wurde er in Sydney Vizejuniorenweltmeister. Bei den Leichtathletik-Weltmeisterschaften 2003 in Paris/Saint-Denis wurde er Siebter. Bei den Olympischen Sommerspielen 2004 in Athen warf er 78,82 m und kam damit auf den dritten Platz. 2005 stellte er am 21. Juli in Minsk mit 84,90 m seinen persönlichen Rekord auf. Im selben Jahr siegte er bei der Universiade mit 79,13 m. Bei den Leichtathletik-Europameisterschaften 2006 in Göteborg gewann er nach der Disqualifikation seines Landsmanns Iwan Zichan wegen Dopings die Silbermedaille und bei den Weltmeisterschaften 2007 in Osaka wurde er Vierter.

## Doping
Bereits 2000 wurde er wegen eines Dopingvergehens für zwei Jahre gesperrt.
2008 kam er bei den Olympischen Spielen in Peking auf den zweiten Platz. Im Dezember erkannte ihm das IOC die Silbermedaille ab, nachdem er bei der dortigen Dopingkontrolle positiv auf Testosteron getestet worden war. Dsewjatouski, der als Wiederholungstäter lebenslang gesperrt worden wäre, klagte gegen diese Entscheidung vor dem Internationalen Sportgerichtshof (CAS), das im Juni 2010 wegen einer Panne im Labor, das die Proben analysierte, seine Disqualifikation aufhob. IOC-Vizepräsident Thomas Bach kündigte an, das IOC werde eine weitere Analyse durchführen, um das CAS-Urteil zu kippen.
2013 wurde bei einer nachträglichen Analyse mit moderneren Methoden festgestellt, dass auch sein Dopingtest von den Weltmeisterschaften in Helsinki 2005 positiv war. Die dort errungene Silbermedaille wurde aberkannt.